# Beta-Ureidoizobutirinska kiselina
β-Ureidoizobutirinska kiselina je intermedijer u katabolizmu timina.